# UK Seniors Championship 2019
Lo UK Seniors Championship 2019 è il secondo ed ultimo evento del World Seniors Tour della stagione 2019-2020 di snooker ed è la terza edizione di questo torneo che si è disputato il 24 e il 25 ottobre 2019 a Kingston upon Hull in Inghilterra.
A differenza dei tornei del Main Tour, i giocatori hanno 30 secondi per tirare e al posto del frame decisivo ci sarà un riposizionamento della bilia nera e della bilia bianca nei rispettivi spot; come accade quando in una partita normale due giocatori arrivano in pareggio a bilie finite.

## Montepremi
- Vincitore: £10.000
- Finalista: £5.000
- Semifinalisti: £2.500
- Quarti di Finale: £1.000
- Miglior Break della competizione: £500

## Fase a eliminazione diretta
| Turno 1                | Quarti di Finale       | Semifinali             | Finale                 |
| ---------------------- | ---------------------- | ---------------------- | ---------------------- |
| Al meglio dei 5 frames | Al meglio dei 5 frames | Al meglio dei 5 frames | Al meglio dei 7 frames |

| Giocatore      | Giocatore       | Risultato |
| -------------- | --------------- | --------- |
| Sean Lanigan   | Rory McLeod     | 1 - 3     |
| Cliff Thorburn | Patrick Wallace | 2 - 3     |
| Dennis Taylor  | Rodney Goggins  | 0 - 3     |
| Willie Thorne  | Michael Judge   | 2 - 3     |

| Giocatore      | Giocatore       | Risultato |
| -------------- | --------------- | --------- |
| Jimmy White    | Rory McLeod     | 3 - 2     |
| John Parrott   | Patrick Wallace | 2 - 3     |
| Stephen Hendry | Rodney Goggins  | 3 - 2     |
| James Wattana  | Michael Judge   | 1 - 3     |

| Giocatore      | Giocatore       | Risultato |
| -------------- | --------------- | --------- |
| Jimmy White    | Patrick Wallace | 3 - 0     |
| Stephen Hendry | Michael Judge   | 2 - 3     |

| FINALE Bonus Arena, Kingston upon Hull, Inghilterra, Regno Unito, 25 ottobre 2019 ARBITRO: Leo Scullion | FINALE Bonus Arena, Kingston upon Hull, Inghilterra, Regno Unito, 25 ottobre 2019 ARBITRO: Leo Scullion | FINALE Bonus Arena, Kingston upon Hull, Inghilterra, Regno Unito, 25 ottobre 2019 ARBITRO: Leo Scullion |
| Jimmy White                                                                                             | 2 - 4                                                                                                   | Michael Judge                                                                                           |
| --- | --- | --- |
| SESSIONE UNICA: 1-0 1-1 2-1 2-2 2-3 2-4 (2-4)                                                           | | |
| MIGLIOR BREAK: 101 CENTURY BREAKS: 1                                                                    | | MIGLIOR BREAK: 114 CENTURY BREAKS: 1                                                                    |
| Michael Judge vice lo UK Seniors Championship 2019                                                      | | |

### Statistiche
| Giocatore       | Numero di frames vinti |
| --------------- | ---------------------- |
| Michael Judge   | 13                     |
| Jimmy White     | 8                      |
| Patrick Wallace | 6                      |
| Rodney Goggins  | 5                      |
| Rory McLeod     | 5                      |
| Stephen Hendry  | 5                      |
| Cliff Thorburn  | 2                      |
| Willie Thorne   | 2                      |
| John Parrott    | 2                      |
| Sean Lanigan    | 1                      |
| James Wattana   | 1                      |

### Century Breaks (4)
| N° | Giocatore      | Century Breaks | Miglior Break |
| -- | -------------- | -------------- | ------------- |
| 1  | Michael Judge  | 2              | 114           |
| 2  | Jimmy White    | 1              | 101           |
| =  | Rodney Goggins | 1              | 100           |